# Shinji Hashimoto
Shinji Hashimoto (橋本 真司?, Hashimoto Shinji; 24 maggio 1958) è il produttore Capo della  Square Enix Business Division 3. È il co-creatore della saga Kingdom Hearts e produttore di molti giochi della serie Final Fantasy.

## Biografia
Hashimoto ha iniziato a lavorare per la Bandai, e successivamente, dal 1995, è entrato a far parte della Square, ora Square Enix.

## Final Fantasy
Hashimoto ha iniziato a lavorare presso la Square come produttore della saga di Final Fantasy a partire da Final Fantasy VII.
Quando all'E3 2008 gli fu domandato di un possibile remake di Final Fantasy VII,  disse che Square Enix era al corrente di questo desiderio da parte dei suoi fan ma, al momento, la società si stava concentrando su altri giochi. Con l'uscita di Final Fantasy X-2 e di Kingdom Hearts, l'esperienza acquisita dal team durante il progetto Compilation of Final Fantasy VII ha dato vita alla serie Fabula Nova Crystallis.

## Kingdom Hearts
Hashimoto si incontrò per puro caso in un ascensore con un dirigente della Disney (Square e la filiale giapponese di Disney condividevano un edificio Tokyo prima che Squaresoft diventasse Square Enix e si trasferisse) e da una loro conversazione nacque l'idea di creare Kingdom Hearts, un gioco crossover tra la saga di Final Fantasy e i vari film e cartoni Disney.

## Giochi prodotti da Hashimoto
- Front Mission (1995)
- Front Mission: Gun Hazard (1996)
- Tobal N.1 (1996)
- Final Fantasy IV (1997)
- Tobal 2 (1997)
- Einhander (1997)
- Final Fantasy V (1998)
- Treasure Hunter G (1996)
- Final Fantasy VIII (1999)
- Chocobo Racing (1999)
- Ehrgeiz: God Bless the Ring (2000)
- Driving Emotion Type-S (2000)
- Final Fantasy IX (2000)
- The Bouncer (2000)
- Kingdom Hearts (2002)
- Kingdom Hearts: Chain of Memories (2004)
- Kingdom Hearts II (2005)
- The World Ends with You (2007)
- Chrono Trigger (2008)
- Kingdom Hearts 358/2 Days (2009)
- Final Fantasy XIII (2009)
- Kingdom Hearts Birth by Sleep (2010)
- Kingdom Hearts Re:Coded (2011)
- Final Fantasy Type-0 (2011)
- Final Fantasy XIII-2 (2011)
- Kingdom Hearts 3D: Dream Drop Distance (2012)
- Kingdom Hearts HD 1.5 Remix (2013)
- Lightning Returns: Final Fantasy XIII (2013)
- Final Fantasy X/X-2 HD Remaster (2014)
- Kingdom Hearts HD 2.5 Remix (2014)
- Final Fantasy Explorers (2014)
- Kingdom Hearts χ (2015)
- Front Mission Evolved (2010)
- Final Fantasy VII (iOS) (2015)
- Final Fantasy IX (iOS, PS4) (2016)
- World of Final Fantasy (2016)
- Final Fantasy XV (2016)
- Kingdom Hearts HD 2.8 Final Chapter Prologue (2017)
- Dissidia Final Fantasy NT (2018)
- Left Alive (2018)
- Kingdom Hearts III (2019)

## Filmografia
- Final Fantasy VII: Advent Children (2005)
- Kingsglaive: Final Fantasy XV (2016)